# Atheris chlorechis
Atheris chlorechis är en  ormart som förekommer i Västafrikas skogar, den beskrevs av Pel 1851. Atheris chlorechis ingår i släktet trädhuggormar och familjen huggormar. IUCN kategoriserar arten globalt som livskraftig. Inga underarter finns listade.
Ormen förekommer i västra Afrika från Guinea till Togo. Den lever i låglandet och i kulliga områden upp till 600 meter över havet. Arten vistas i regnskogar och den besöker fruktodlingar. Atheris chlorechis jagar grodor, ödlor och mindre däggdjur. Honan föder 6 till 9 levande ungar (vivipari) per tillfälle.